# Jörg Auzinger

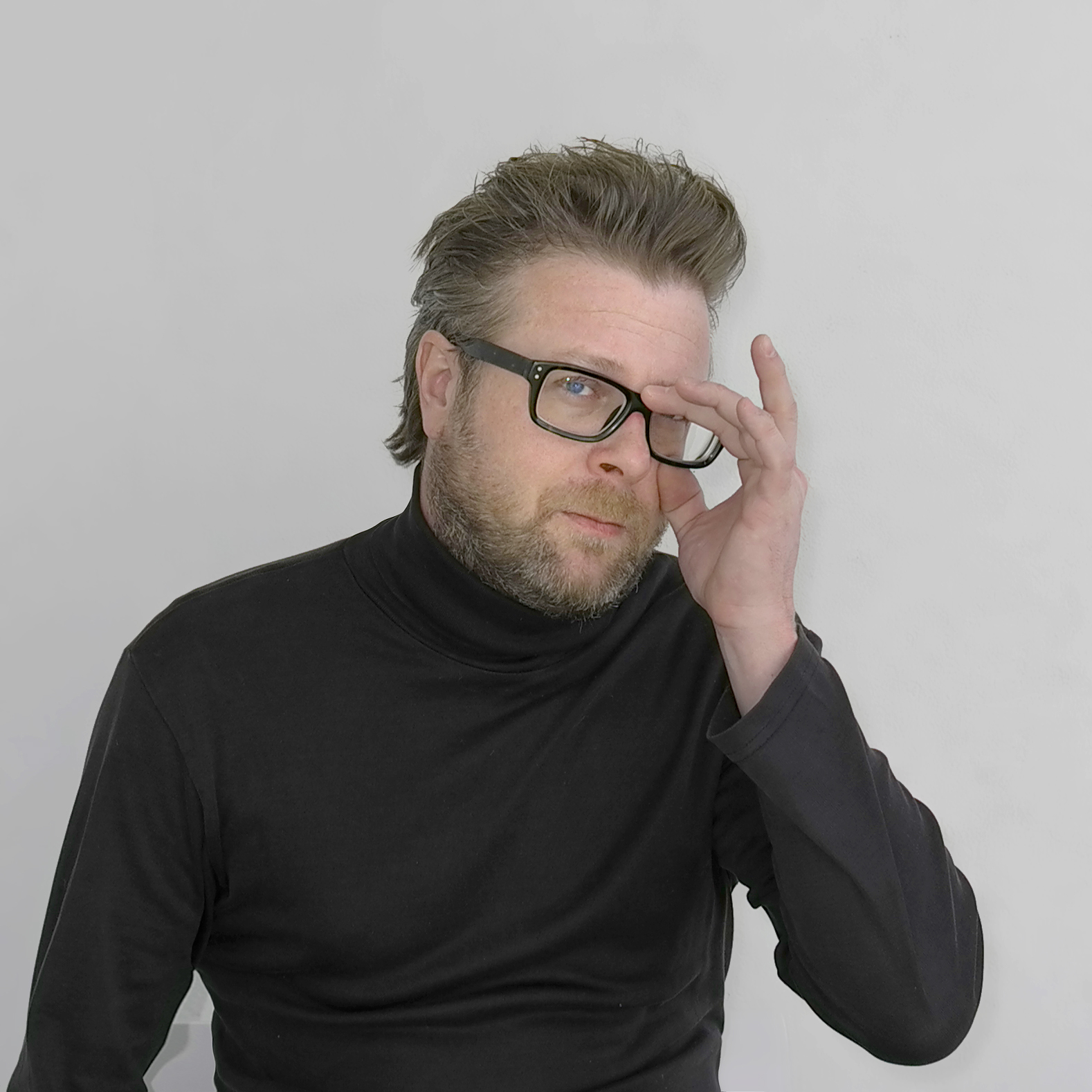
Jörg Auzinger

Jörg Auzinger (* 29. März 1972 in Linz, Oberösterreich) ist ein österreichischer Medienkünstler.

## Leben
Auzinger studierte Visuelle Mediengestaltung (vismed) an der Universität für angewandte Kunst Wien bei Peter Weibel, sowie Filmregie an der Universität für Musik und darstellende Kunst Wien bei Axel Corti.
Auzinger beschäftigt sich in seinen künstlerischen Arbeiten mit den gesellschaftspolitischen Aspekten einer technikbasierten Kommunikationsgesellschaft. In interaktiven Installationen, photographischen Arbeiten, sowie in Videos und Filmen analysiert er die Funktion von neuen und alten Medien und deren Konstruktion von Wirklichkeiten und die damit einhergehenden Veränderungen unseres Realitätsbegriffs. Als Schüler von Peter Weibel und Richard Kriesche gilt Jörg Auzinger als Vertreter einer Medienkunst mit prägnanter Bildsprache, der eine umfassende theoretische Auseinandersetzung zugrunde liegt. Jörg Auzingers interaktive Installationen, die den Betrachter häufig ins Geschehen einbinden sowie seine photographischen Arbeiten sind in Ausstellungen zu sehen.
Auzinger war Gastprofessor an der Universität für Angewandte Kunst in Wien und lebt in Wien und Graz.

## Werke
- Blind Spot: Die Beobachtung des Beobachters, Interaktive Videoinstallation
- Type: Output beyond Impression, Interaktive Videoinstallation
- Zugzwang (Remain in Light), Interaktive Videoinstallation
- Void Screens, Interaktive Videoinstallation
- Image.acgt, Interaktive Videoinstallation
- Switch Enlightenment, Interaktive Videoinstallation

## Auszeichnungen und Preise
- 2010 Auslandsstipendium der Stadt Frankfurt am Main
- 2008 Romstipendium des Bundesministeriums für Unterricht, Kunst und Kultur
- 2008 Stipendium des Landes Oberösterreich für Paliano
- 2007 Stipendium der Stadt Wien
- 2007 Auslandsstipendium des Landes Steiermark für San Diego
- 2006 Preis des Landes Steiermark für zeitgenössische Bildende Kunst: Arbeitsstipendium des Landes Steiermark
- 2005 Neptun Wasserpreis, Gesamtpreis für die interaktive Installation “image.acgt”
- 1997 Fotoförderungspreis der Stadt Graz
- 1995 Filmförderungspreis des Landes Steiermark
- 1995 Preis der Steirischen Kulturinitiative
- 1992 Filmförderungspreis des Landes Steiermark
- 1994 Anerkennungspreis des Landes Steiermark für Photographie
- 1994 Talentförderungspreis des Landes Oberösterreich
- 1994 Fotopreis der Urania Graz
- 1992 Filmförderungspreis des Landes Steiermark

## Ausstellungen
- 2015 “Whistleblower (I & II)”,  1Blick. Kunst im Vorhaus; Hallein
- 2012 “Avatar”, AC Institute, New York
- 2012 “Moderne – Selbstmord der Kunst?”, Neue Galerie am Landesmuseum Joanneum, Graz
- 2011 “Blind Spots”, AC Institute, New York
- 2008 “Publicum”, Personale, Kulturzentrum bei den Minoriten, Graz
- 2007 “Void Screens”, Galerie Marenzi, Leibnitz
- 2007 “Pixxelpoint”, 8th International New Media Art Festival, Mestna Galerija, Nova Gorica, Slowenien
- 2006 “Condicion Postmedia”, ARCO 2006, Centro Cultural Conde Duque, Medialab Center, Madrid
- 2005 “The Millennium Dialogue”, “In The Line Of Flight”, 2nd Beijing International New Media Arts Exhibition, Bejing
- 2005 “Postmediale Kondition”, Neue Galerie am Landesmuseum Joanneum, Graz
- 2003 “The Chrono-Files”, Lothringer13Halle, München